# تشان يوك تشي
تشان يوك تشي (بالصينية: 陳旭智) هو لاعب كرة قدم صيني في مركز الدفاع، ولد في 8 سبتمبر 1984 في Tai Po ‏ في الصين. لعب مع نادي تاي بو.